# Telipogon pachensis
Telipogon pachensis är en orkidéart som beskrevs av Heinrich Gustav Reichenbach. Telipogon pachensis ingår i släktet Telipogon och familjen orkidéer.
Artens utbredningsområde är Colombia. Inga underarter finns listade i Catalogue of Life.